# Joaquim de Sousa Ribeiro
Joaquim José Coelho de Sousa Ribeiro GCC (Porto, Ramalde, 15 de agosto de 1946) é um jurista  e magistrado português, antigo Presidente do Tribunal Constitucional e professor jubilado da Faculdade de Direito da Universidade de Coimbra.

## Vida pessoal
Nasceu numa família de 10 irmãos e irmãs.
Após o curso de Direito, prestou serviço militar na Marinha durante dois anos. Após o serviço militar, ingressou na carreira académica como docente da Faculdade de Direito da Universidade de Coimbra.

## Carreira Académica
Licenciado, Mestre e Doutor em Direito pela Universidade de Coimbra, exerceu funções como Professor Associado da Faculdade de Direito da Universidade de Coimbra.

## Magistratura
Em 5 de julho de 2007, foi eleito Juiz Conselheiro do Tribunal Constitucional pela Assembleia da República, por maioria qualificada (superior a 2/3 dos votos), conforme previsto pela Constituição da República, tendo a votação secreta registado 155 votos favoráveis, 37 votos brancos e 8 votos nulos.
Em 13 de julho de 2007, no Palácio de Belém, foi-lhe conferida pelo Presidente da República, Aníbal Cavaco Silva, a posse como Juiz Conselheiro do Tribunal Constitucional para um mandato de 9 anos.
Em 2 de outubro de 2012 foi eleito, pelos demais Juízes, 6.º Presidente do Tribunal Constitucional. Tomou posse em 11 de outubro de 2012. Cessou funções em 22 de julho de 2016.
Foi agraciado com a Grã-Cruz da Ordem Militar de Nosso Senhor Jesus Cristo a 5 de outubro de 2016.

## Condecorações
- Grã-Cruz da Ordem Militar de Nosso Senhor Jesus Cristo (5 de outubro de 2016) – Presidente Marcelo Rebelo de Sousa[8]